# Phyxium ignarum
Phyxium ignarum là một loài bọ cánh cứng trong họ Cerambycidae.